# Mario González
Mario González Aguilera (* 27. ledna 1971) je bývalý americký a mexický zápasník – judista.

## Sportovní kariéra
Patřil k Mexičanům žijících trvale ve Spojených státech, v Los Angeles. Připravoval se v San José na San Jose State University pod vedením Yoshe Uchidy. V mexické mužské reprezentaci se pohyboval od roku 1990 v lehké váze do 73 kg. V roce 1992 startoval na olympijských hrách v Barceloně jako vítěz panamerických her 1991. Vypadl však v úvodním kole s Čechoslovákem Josefem Věnskem po verdiktu sudích na praporky (hantei). Sportovní kariéru ukončil v druhé polovině devadesátých let dvacátého století.

## Výsledky
| Turnaj                  | 1990       | 1991       | 1992       | 1993       | 1994       | 1995       |
| Turnaj                  | 19         | 20         | 21         | 22         | 23         | 24         |
| Turnaj                  | lehká váha | lehká váha | lehká váha | lehká váha | lehká váha | lehká váha |
| ----------------------- | ---------- | ---------- | ---------- | ---------- | ---------- | ---------- |
| Olympijské hry          |            |            | úč.        |            |            |            |
| Mistrovství světa       |            | úč.        |            | úč.        |            | —          |
| Panamerické hry         |            | 1.         |            |            |            | úč.        |
| Panamerické mistrovství | —          |            | 1.         |            | ?          |            |
| Středoamerické a k. hry | 2.         |            |            |            | 1.         |            |
| MS juniorů              | úč.        |            |            |            |            |            |